# Craig Kielburger

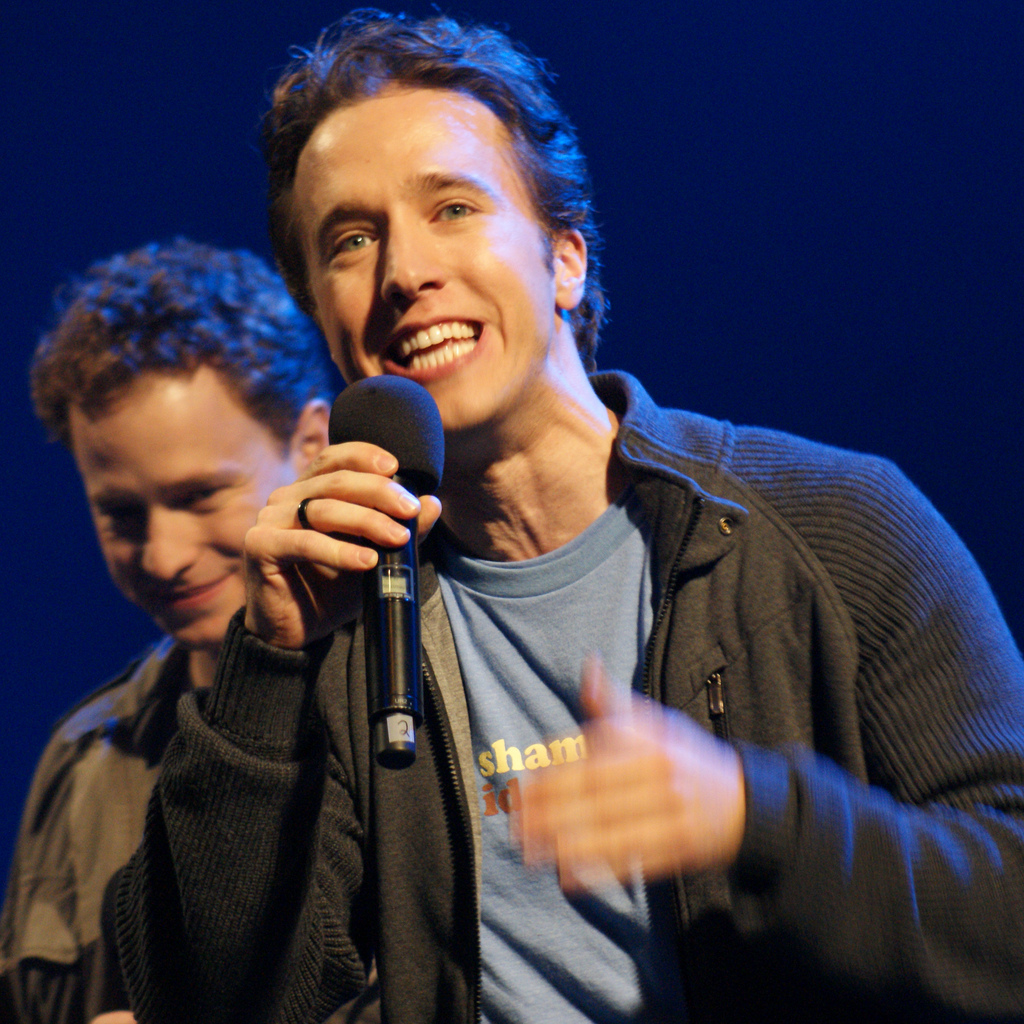
Craig Kielburger (rechts) und sein Bruder Marc (2011)

Craig Kielburger (* 17. Dezember 1982 in Thornhill, Ontario) ist ein kanadischer Autor und Verfechter für Kinderrechte.

## Leben
Kielburger gründete gemeinsam mit seinem Bruder Marc Kielburger im Alter von 12 Jahren die Organisation Free The Children, in der junge Menschen anderen jungen Menschen durch die Weitergabe von Bildung helfen. Zudem ist er Mitbegründer von Leaders Today, einer Organisation, die junge Führungskräfte ausbildet. 
Im Jahr 1998 wurde er in Middelburg, Niederlande mit dem Four Freedoms Award in der Kategorie Freiheit von Furcht geehrt.